# Tell Me Why (Genesis)
Tell Me Why is een nummer van de Britse rockband Genesis uit 1992. Het is de zesde en laatste single van hun veertiende studioalbum We Can't Dance.
"Tell Me Why" is het laatste Genesis-nummer met Phil Collins als zanger. Het nummer gaat over het leed in de wereld. De opbrengst van het nummer doneerde Genesis aan Save the Children en het Rode Kruis; dit om aandacht te vragen voor het leed van kinderen. Het nummer werd een klein hitje in het Verenigd Koninkrijk, Duitsland, Frankrijk en Nederland. In het Verenigd Koninkrijk haalde het de 40e positie, en in de Nederlandse Top 40 de 36e.